# Bled
Bled (IPA: [bleːt], németül Veldes, IPA: [ˈfeldəs]) város és az azonos nevű község központja Északnyugat-Szlovéniában, a Felső-Krajna régióban. A Júliai-Alpokban található, kedvelt turistaközpont.

## A község települései
Bled, Bodešče, Bohinjska Bela, Koritno, Kupljenik, Obrne, Ribno, Selo pri Bledu, Slamniki és Zasip.

## Története
A település területe már a kőkorszak óta lakott. A bledi vár első említése II. Henrik 1004. április 10-re datált adományozólevelében található, mikor Uelden néven I. Albuin brixeni püspöknek adományozta a vidéket. Az 1278-as dürnkruti csata után Habsburg Rudolfhoz került, mikor legyőzte II. Ottokár cseh királyt. 1364-től Bled a középkori Krajnai Hercegség része volt, majd 1809 és 1816 között a Napóleon által létrehozott Illír tartományokhoz tartozott. 1813-ban Ausztria visszafoglalta, 1816-tól az Illír Királyság, 1849-től a Krajnai Hercegség osztrák koronatartomány része lett 1918-ig.
Az Osztrák–Magyar Monarchia széthullása után a területet 1918-ban a Jugoszláv Királysághoz kapcsolták, Bled Karađorđević kormányzó nyári rezidenciája lett. Ezt a hagyományt Josip Broz Tito is folytatta, ő is itt építtette fel nyári lakhelyét (ma ez az épület egy luxusszálloda).
1938-ban itt írták alá a bledi egyezményt Magyarország és a kisantant államai között.
Bled 1996-ban lett önálló község. 2000-ben ide tette székhelyét a IEDC-Bled School of Management.

## Turizmus
Bled legnagyobb turisztikai attrakciója a gleccservájta Bledi-tó. Felette egy szirten pedig az emblematikus bledi vár látható.

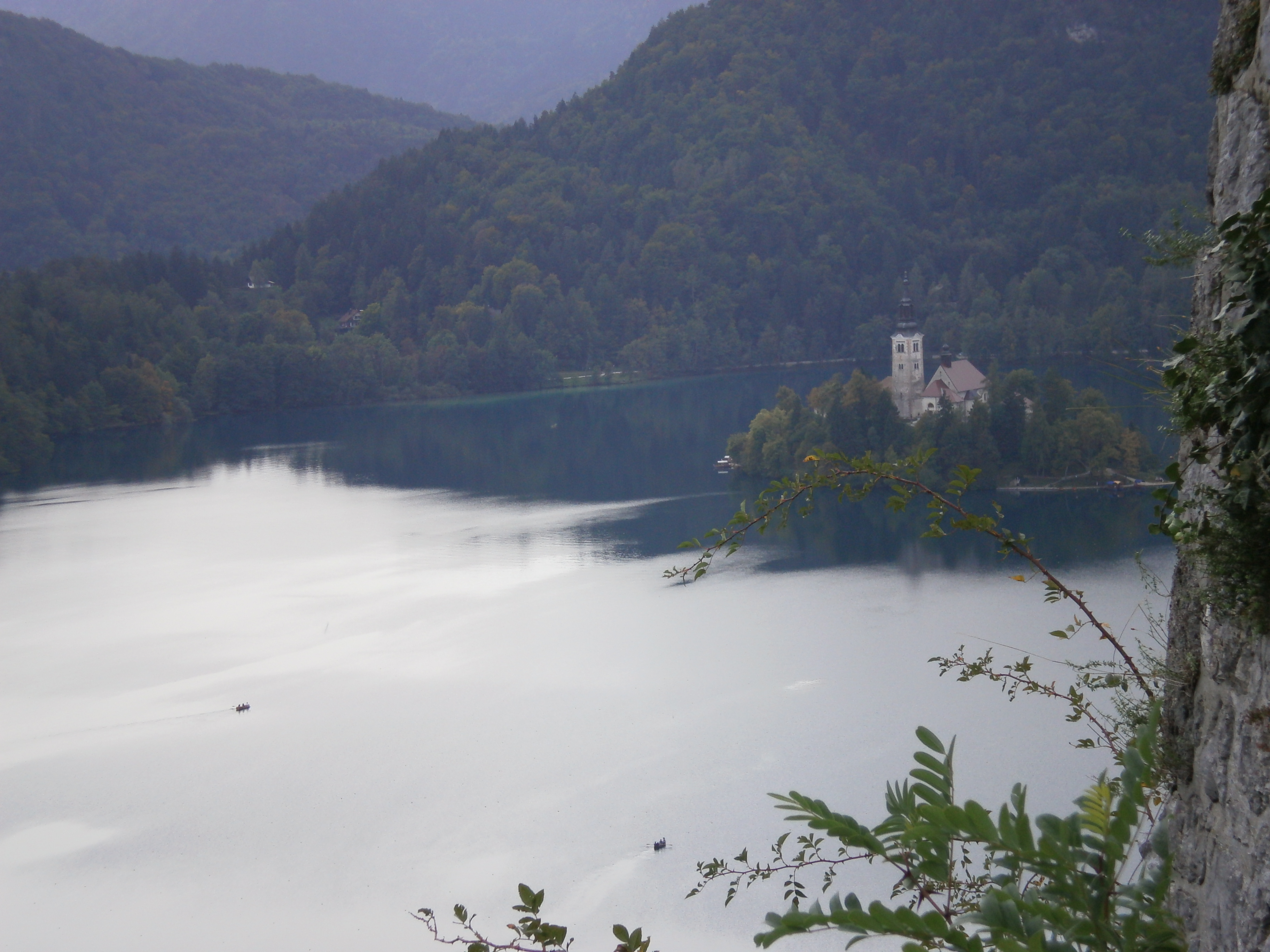
Bledi látkép

A 19. század második felében Arnold Rikli (1823–1906) svájci üzletember jelentősen hozzájárult a város turisztikai fejlődéséhez. Az enyhe éghajlat miatt Bledet már számos arisztokrata látogatta akkoriban a világ minden tájáról. Ma fontos kongresszusi és sportközpont (golf, horgászat, lovaglás), valamint hegyi túrák kiindulópontja, melyek egy része a közeli Triglavi Nemzeti Parkba vezet a Vintgar-szurdok felé.
A tó közepén egy kis szigeten áll a Nagyboldogasszony-templom. A szigetről gyakran hallani harangzengést, mivel az a hiedelem, hogy aki háromszor megrántja a harang kötelét, annak nagy szerencséje lesz. A szigeten már az őskorból való nyomokat is találtak. A templom előtt itt állt Živa, a szláv szerelem- és termékenység-istennő szentélye. A szigetre csónakkal, vagy a helyi, pletna nevű bárkával lehet eljutni.

## Érdekességek
- Bled Szlovénia-szerte ismert bledi krémes nevű vaníliakrémeséről (kremna rezina vagy kremšnita – a név eredete a német Cremeschnitte, azaz „krémes szelet” szóra vezethető vissza).
- A sziget templomához 99 lépcső vezet. Esküvőkkor a hagyomány szerint a vőlegény által vezetett menyasszonynak ez úton csendben kell vonulnia.
- Itt írták alá 1938-ban a bledi egyezményt és 1954-ben a Balkán-paktum politikai együttműködésről szóló részét.
- 2002-ben itt volt a 35. sakkolimpia.

## Híres emberek
- Blaž Kumerdej, szlovén filológus és tanár, Bled egyik magaslati részén született 1738-ban.
- Slavko Avsenik, zenész és zeneszerző, Begunjében született Bled közelében, 1929. november 26-án.
- Tomaz Bernik (1967–) érsebész és főorvos
- Špela Pretnar, síelő, olimpiai sportoló, született Bledben 1973. március 5-én
- Sara Isakovič, szabad stílusú úszó, született Bledben 1988. június 9-én
- Julius von Payer, sarkkutató, született Šanovban, 1841. szeptember 2-án, meghalt 1915. augusztus 19-én Bledben
- Itt hunyt el balesetben Odörfer Kristóf (1858-1901) főreáliskolai tanár.

## Képek

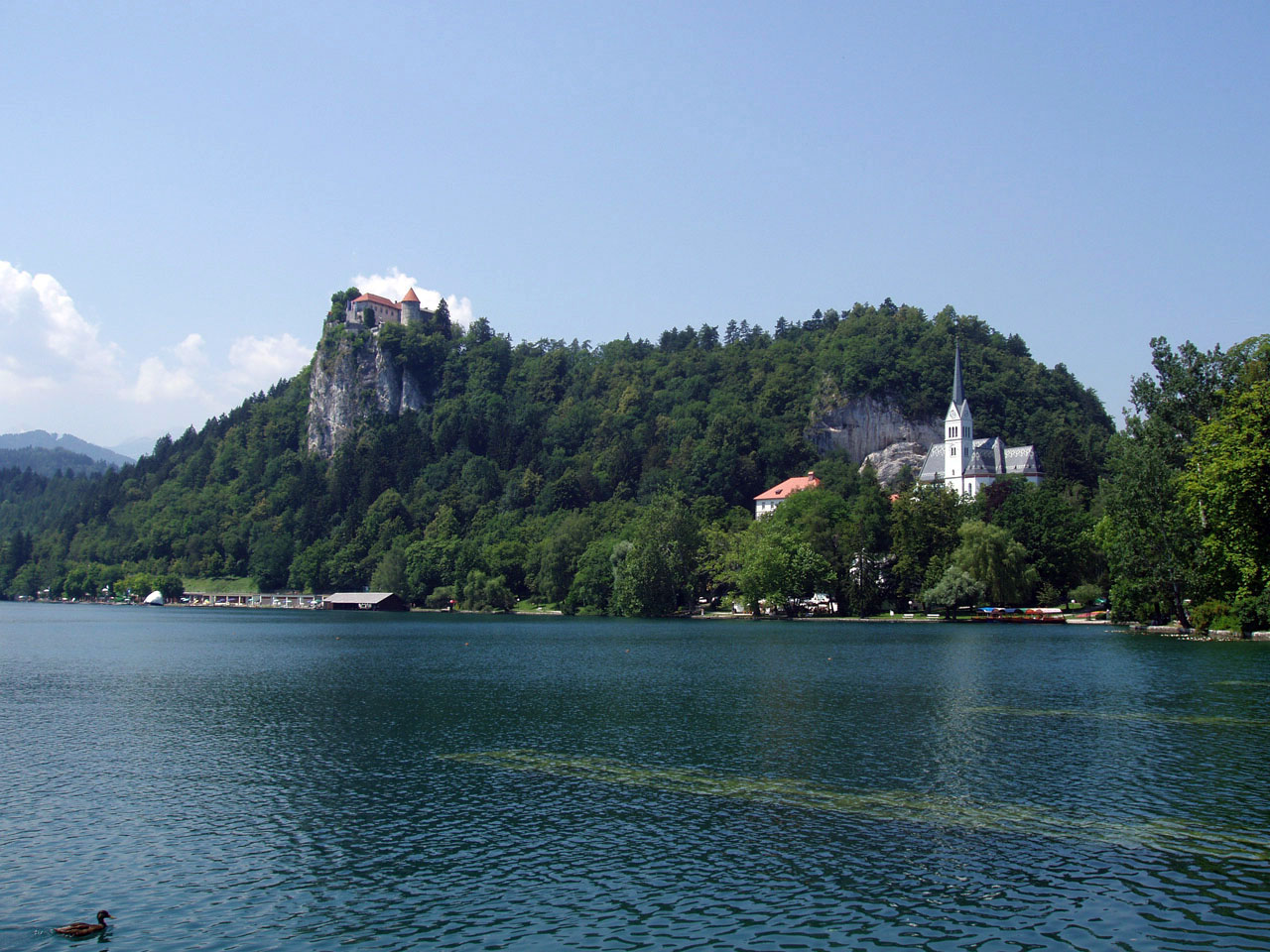
Bled: a tó, a kastély és a plébániatemplom
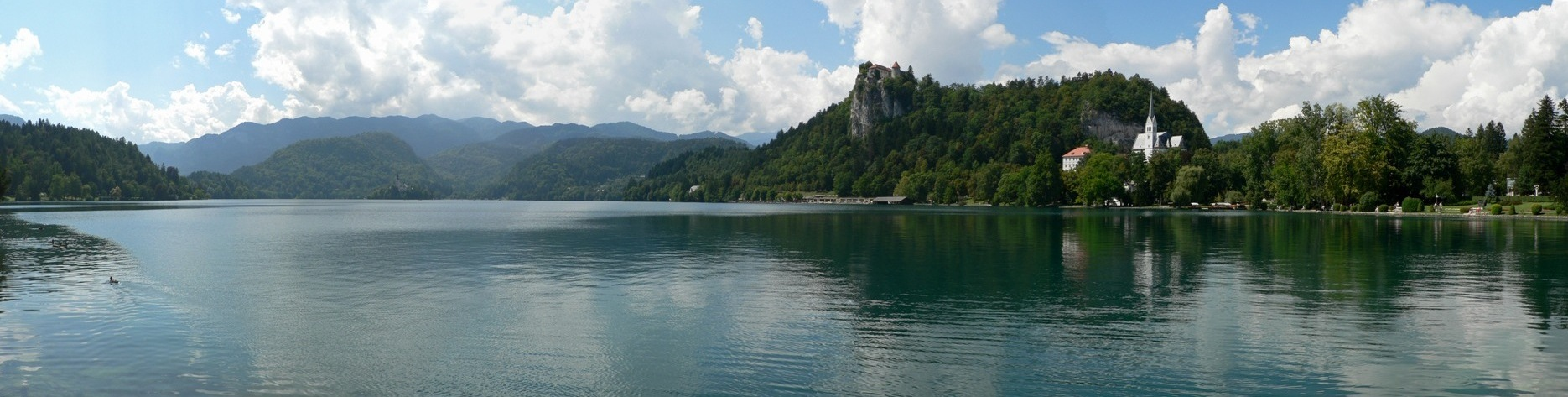
Panorámakép a bledi tóról
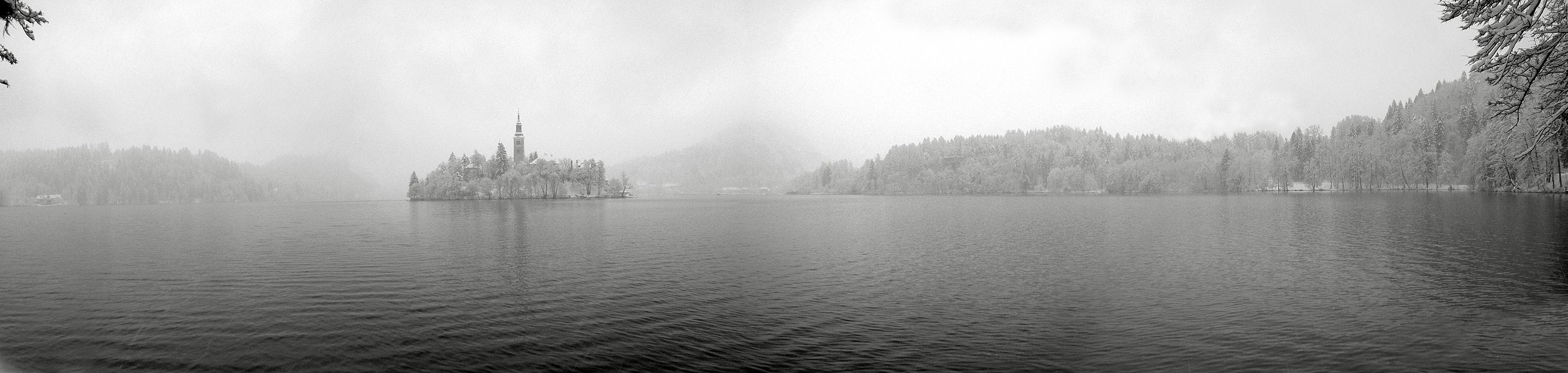
Panorámakép a bledi tóról
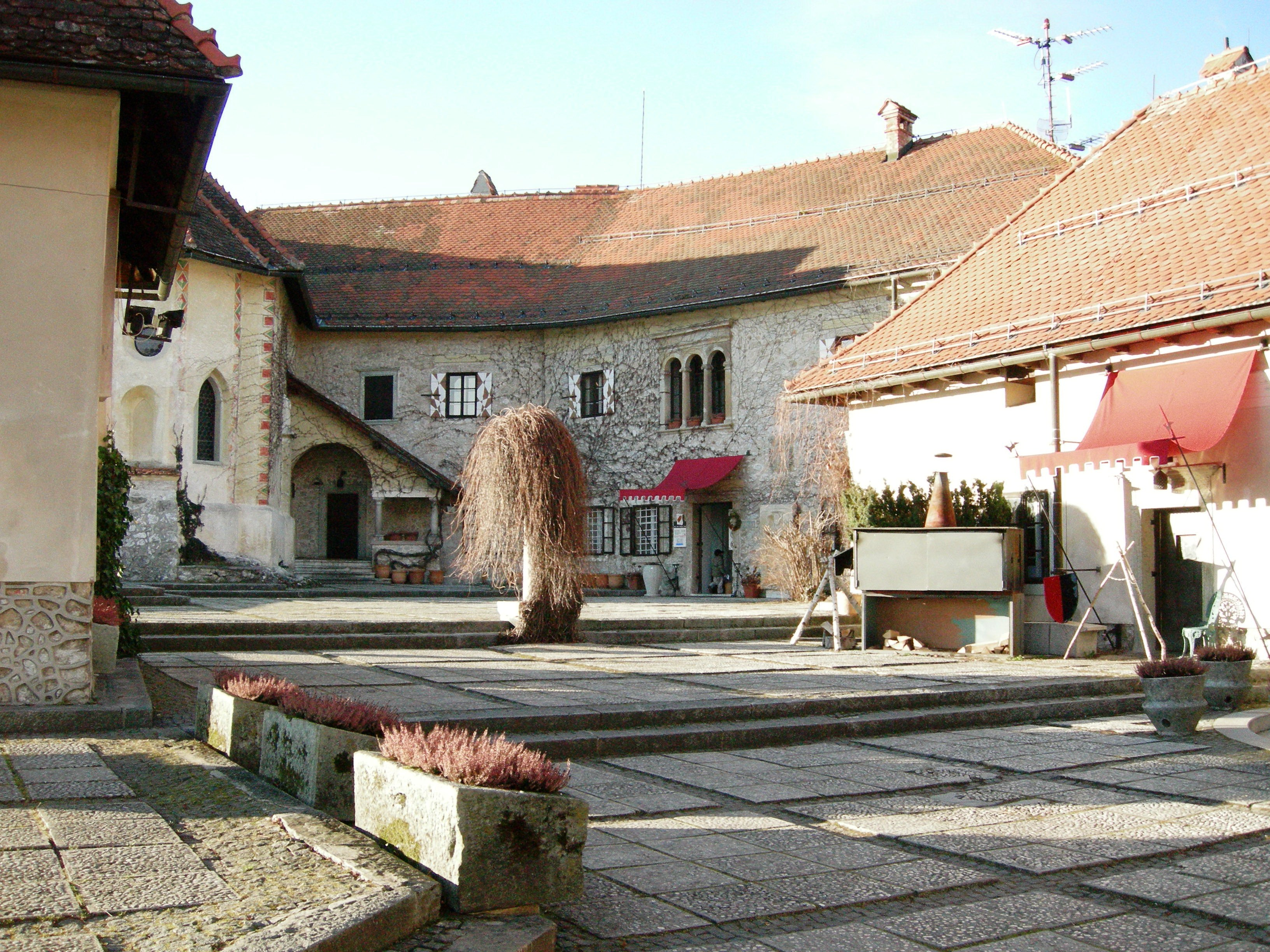
A bledi kastély
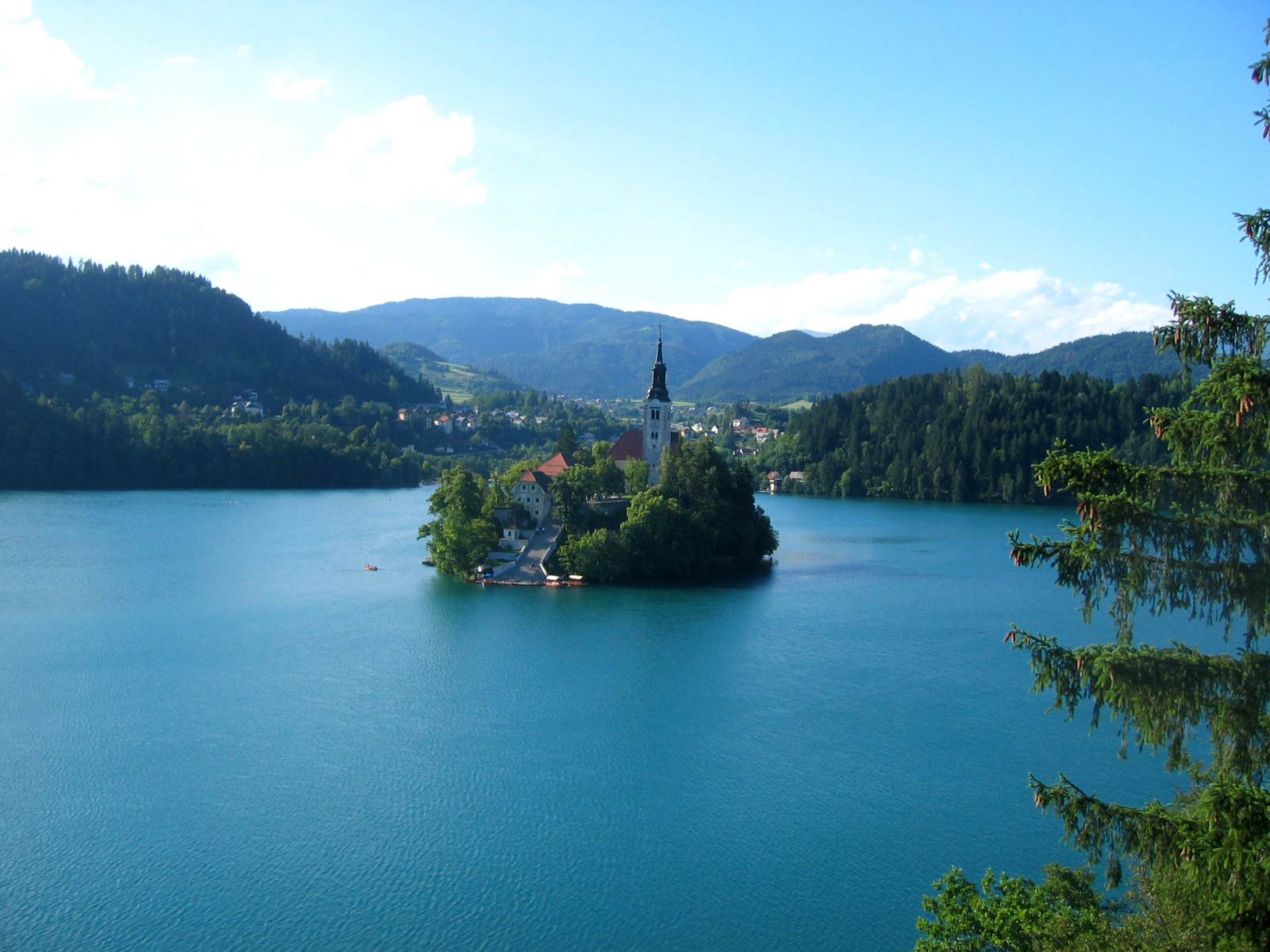
A bledi sziget
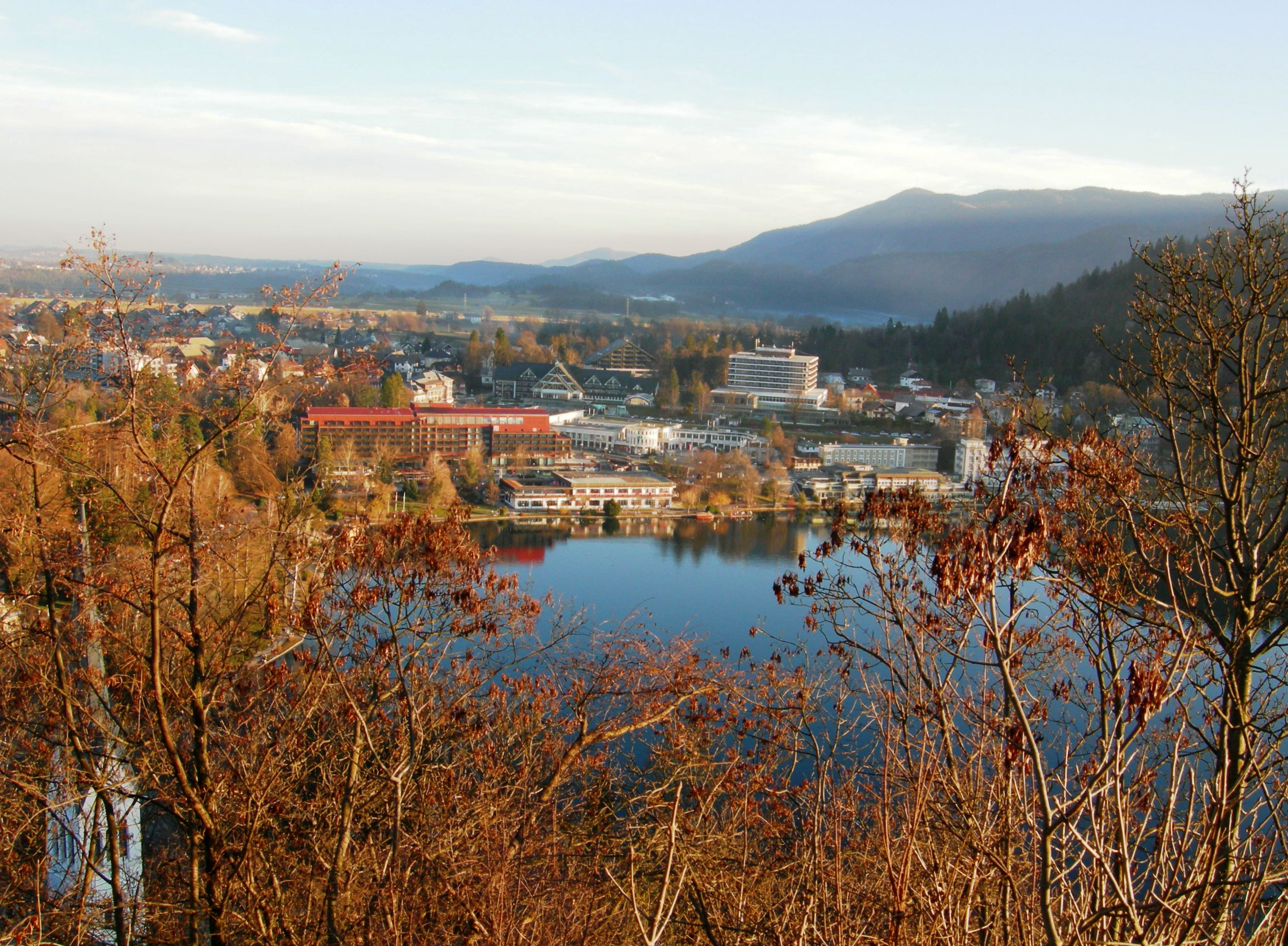
Bled ősszel a várból

## Testvérvárosok
- Bressanone (Brixen), Bolzano-Bozen, Olaszország
- Velden am Wörther See, Karintia, Ausztria